# Dragojloviće
Dragojloviće (Servisch cyrillisch Драгојловиће) is een plaats in de Servische gemeente Sjenica. De plaats telt 114 inwoners (2002).